# Habrocampulum biguttatum

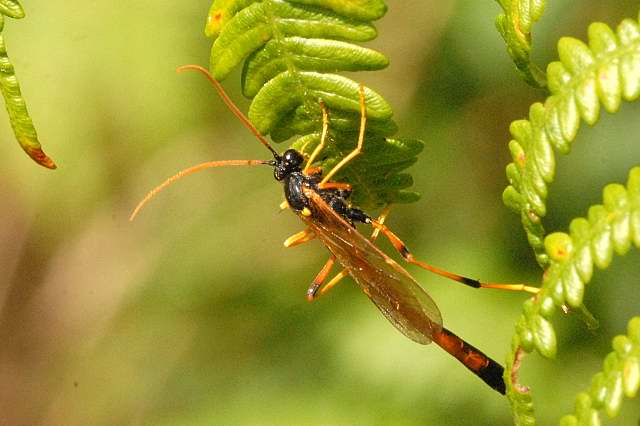

Habrocampulum biguttatum ist eine Schlupfwespe aus der Unterfamilie der Anomaloninae. 

## Merkmale
Kopf und Thorax der relativ großen Schlupfwespen sind schwarz. Der gelbrote Hinterleib ist am hinteren Ende schwarz gefärbt. Außerdem befindet sich im vorderen Bereich des Hinterleibs oben ein schwarzer Fleck. Das Scutellum ist gelb gefärbt. Die Basis der gelbroten Fühler ist schwarz. Die Beine sind bis auf die schwarzen Coxae und den schwarz gefärbten apikalen Ende der hinteren Femora und hinteren Tibia gelbrot. Die Weibchen besitzen einen kurzen Legestachel.

## Verbreitung
Das Verbreitungsgebiet von Habrocampulum biguttatum reicht von Spanien über Frankreich und Mitteleuropa bis nach Fennoskandinavien. In Großbritannien ist die Art ebenfalls vertreten.

## Lebensweise
Die adulten Schlupfwespen von Habrocampulum biguttatum erscheinen ab Anfang Juni. Sie streifen gewöhnlich über Wiesen in Waldnähe. Charakteristisch für die Schlupfwespen sind die während des Flugs herunterhängenden Hinterbeine. Habrocampulum biguttatum gilt als einer der wichtigsten Parasitoide des Kiefernspanners (Bupalus piniaria). Habrocampulum biguttatum ist ein koinobionter Endoparasitoid. Die weibliche Schlupfwespe sticht mit ihrem Legestachel ein Ei in die Raupe. Die Schlupfwespenlarve entwickelt sich im Wirt. Dieser lebt weiter bis zu seiner Verpuppung. Die Schlupfwespenlarve verpuppt sich im Wirt und verlässt als adulte Schlupfwespe die Wirtspuppe.

## Taxonomie
In der Literatur finden sich folgende Synonyme:
- Anomalon biguttatum Gravenhorst, 1829
- Habronyx biguttatus (Gravenhorst, 1829)